# Fiona Campbell-Walter
Fiona Frances Elaine Campbell-Walter (n. Auckland, Nueva Zelanda, 25 de junio de 1932) es una exmodelo británica de la década de 1950, citada como la modelo «más hermosa de Vogue». Ella se convirtió en la baronesa Thyssen después de su matrimonio con Hans Heinrich von Thyssen-Bornemisza.

## Biografía
Nacida en el seno de una familia de origen escocés, era hija del vicealmirante de la Royal Navy Keith McNeill Campbell-Waltern. Su madre, Frances Henriette Campbell, era hija del parlamentario conservador Sir Edward Taswell Campbell.
Instada por su madre, Fiona comenzó a trabajar de modelo desde la adolescencia, destacándose por su estilo aristocrático y sofisticado, siendo fotografiada por el prolífico Henry Clarke a quien conoció en Londres. 
Favorita de Cecil Beaton, el retratista oficial de la Familia Real de Inglaterra, Fiona llegó a la cima de su carrera a mediados de la década de 1950, ganando hasta 2.000 libras esterlinas por día. Ella tiene el raro privilegio para una modelo de aparecer en la portada de la revista Life en enero de 1953.

## Matrimonio con el barón Thyssen
Fiona Campbell-Walter se convierte en la tercera esposa del rico barón Hans Heinrich Thyssen-Bornemisza en septiembre de 1956 y se retira de la profesión de modelo. Ellos se habían conocido el mismo día en el que se casaba religiosamente Raniero de Mónaco con Grace Kelly el 19 de abril de 1956.
Llamada la baronesa Thyssen, se mudó a Villa Favorita sobre el lago de Lugano en Suiza, teniendo una vida social consistente en viajes y recepciones, una mezcla de elegancia, cultura y poder. Fiona tuvo dos hijos, Francesca Thyssen-Bornemisza en 1958 y un hijo, Lorne, en 1963. Se divorció poco después del nacimiento de su hijo y se mudó con ellos a Londres.
Posteriormente el barón Thyssen diría que ella «se tomó muy a pecho el papel de baronesa» y que ella le era infiel. Además, también argumentó de que Fiona manipuló la prueba de paternidad de su hijo Lorne, el cual es hijo en realidad (según el barón Thyssen) del director de cine estadounidense Sheldon Reynolds.
En la primavera de 1969, Fiona apareció brevemente en los titulares debido a su relación con Alexander el hijo de Aristóteles Onassis, dieciséis años más joven que ella. Los planes de matrimonio se anunciaron pero luego se cancelaron por intervención de Jacqueline Kennedy. Alexander Onassis murió en enero de 1973 en un accidente aéreo, sellando su separación. 
Apodada la «más bella modelo de Vogue», Fiona Campbell-Walter tiene una carrera relativamente corta, desarrollada a mediados de la década de 1950, aunque todavía aparecía puntualmente hasta mediados de la década de 1960 en fotografías de moda. Desde entonces, Fiona ha estado prácticamente alejada de los medios y de la prensa. En la actualidad, lleva una vida silenciosa en Suiza.
En junio de 2015, Fiona acudió al Palacio de Pilatos en Sevilla junto a su hija Francesca Thyssen-Bornemisza, su entonces yerno, Carlos de Habsburgo-Lorena y los hijos de éstos, para la presentación en sociedad de estos últimos, sus nietos.